# Estación de Facultats-Manuel Broseta
Facultats-Manuel Broseta es una estación de las líneas 3 y 9 de Metrovalencia. Se encuentra en el barrio de Exposición de Valencia, justo en el centro de la avenida Blasco Ibáñez junto a la Facultad de Historia de la Universidad de Valencia y el Hospital Clínico Universitario de Valencia. 

## Historia
Se inauguró el 5 de mayo de 1995, junto con el resto de estaciones de la línea 3 entre Rafelbuñol y Alameda.
El 11 de marzo de 2022 se añadió al antiguo nombre de Facultats el nombre Manuel Broseta en honor del catedrático de Derecho Mercantil de la Universidad de Valencia asesinado por la banda terrorista ETA el 15 de enero de 1992 en las inmediaciones del campus de Blasco Ibáñez, donde se sitúa la estación de Metrovalencia.